# Seiyū
Ein Seiyū (jap. 声優) arbeitet im Rundfunk, Film oder in Videospielen als Synchronstimme für ausländische Filme, Erzähler oder Stimme für Figuren aus Anime oder Videospielen. Für gewöhnlich werden mit Seiyū nur die Synchronsprecher einer japanischen Serie oder eines Films bezeichnet.
2003 produzierte Japan 60 % der Zeichentrickserien weltweit. Weil die Trickfilmindustrie so vielseitig ist, können Seiyū landesweit berühmt werden und Karriere durch das Sprechen von Rollen machen. Seiyū können ihre Karriere stärker in Angriff nehmen als Sprecher in anderen Ländern. Japan besitzt mit 130 Seiyū-Schulen und Sprechertruppen, die für bestimmte Rundfunkanstalten oder Talentagenturen arbeiten, Einrichtungen, diesen Karrierepfad zu fördern. Nur Südkorea, wo die Rundfunkanstalten ebenfalls Sprechertruppen einstellen, ist ein weiteres Land mit einem ähnlichen System für Synchronsprecher (Hangeul: 성우; revidiert: seong-u; Hanja: 聲優).
Seiyū gehen häufig in die Musikindustrie oder werden Film- und Fernsehschauspieler. Genau diese Sendungen werden oft von den eigenen Fans gesehen, die so ihren Sprecher hören bzw. sehen wollen. Beliebte Seiyū, besonders weibliche wie Kikuko Inoue, Megumi Hayashibara und Aya Hisakawa, besitzen oft hingebungsvolle Fanclubs mit Mitgliedern aus der ganzen Welt.
Japanische Publikationen verwenden üblicherweise CV (von engl. character voice) als Kürzel für Sprecher, die Figuren ihre Stimme leihen. Dieser Begriff wurde in den 1980er Jahren von Anime-Magazinen wie Animec und Newtype eingeführt.

## Schauspieler und Seiyū
Ursprünglich waren Synchronsprechen und Voice-overs nicht mehr als die Leistung eines Schauspielers, der nur seine Stimme benutzt. Während dieser Arbeit wurden sie „Stimmen-Schauspieler“ (声の俳優 koe no haiyū). Aus Bequemlichkeit wurde dieser Begriff auf das erste und letzte Kanji zu 声優 (Seiyū) gekürzt. Als diese Arbeit boomte, verbreitete sich dieser Begriff. Aus diesem Grund lehnen es ältere Sprecher ab, Seiyū genannt zu werden, da zu ihrer Zeit dieser Begriff eine andere (klein machende) Konnotation hatte. Der angesehene Chikao Ōtsuka, der u. a. Charles Bronson synchronisierte, erklärte in einer Sonderausgabe der Animage: „Wir sind Schauspieler. Selbst wenn die Darbietung nur nach unserer Stimme verlangt, bleiben wir dennoch Schauspieler, und deswegen ist es falsch, uns nur als Seiyū zu bezeichnen, oder?“ Dem wurde durch den neuen Trend, Schauspieler und Seiyū zu trennen, entgegengetreten, besonders im Angesicht eines Genzō Wakayama, der ausschließlich lernte, seine Stimme zu benutzen, und nie einen Fuß in ein Theater setzte.
Es gibt drei Hauptgründe, aufgrund deren Schauspieler und Seiyū sich zu unterscheiden begannen:
1. ihre professionelle Ausbildung durch die Tōkyō Hōsō Gekidan (東京放送劇団, Rundfunk-Schauspieltruppe Tōkyō), die von der NHK und anderen, privaten Rundfunkanstalten während der Goldenen Zeit der Radiohörspiele gegründet wurde;
2. die erhöhte Beliebtheit des Fernsehens: aus Mangel an japanischen Filmen und Serien wurden die Fernsehanstalten gezwungen, ausländische Sendungen auszustrahlen, wodurch sich die Nachfrage nach Seiyū stark erhöhte;
3. der Boom des weltweiten Anime-Marktes brachte eine Vielzahl von jungen Talenten hervor, deren Ziel es war, ein Seiyū anstelle eines Schauspielers zu werden.

## Geschichte
Seit dem ersten Radio gab es Sprecher in Japan. Aber erst in den 1970er Jahren mit dem enormen Erfolg von Space Battleship Yamato kam der Begriff Seiyū in den allgemeinen Sprachgebrauch. In einem Zeitungsinterview sagte ein Synchronsprecher-Manager: „Mit dem Yamato-Boom wurde das Wort ‚Seiyū‘ augenblicklich bekannt. Wenn sich vorher Schauspieler als Seiyū vorstellten, wurden sie oft gefragt: ‚Heißt das, du arbeitest für die Seiyū-Supermarktkette?‘“

### Ära der Radiohörspiele
1925 startete die Rundfunkgesellschaft Tōkyō (der Vorläufer der öffentlich-rechtlichen NHK) die Hörfunkausstrahlung. Im selben Jahr wurden 12 Studenten, die sich ausschließlich auf Darbietungen mit der Stimme spezialisiert hatten, die ersten Sprecher, als ein Radiohörspiel ausgestrahlt wurde. Obwohl sie sich selbst Seiyū nannten, wurde dieser Beruf von den Zeitungen als „Radio-Schauspieler“ (ラジオ役者 rajio yakusha) bezeichnet.
Der nächste Zeitabschnitt begann 1941, als die NHK ein Ausbildungsprogramm für Schauspieler anbot, die sich auf Radiohörspiele spezialisieren wollten. Dieses wurde Tōkyō Chūō Hōsō Kyoku Senzoku Gekidan Haiyū Yōseijo (東京中央放送局専属劇団俳優養成所, dt. Ausbildungsstätte für Schauspieler der Schauspieltruppe des Rundfunksenders Tōkyō Mitte) genannt. 1942 hatte diese Radiohörspieltruppe ihre erste Vorstellung. Dies war das zweite Mal, dass der Begriff „Seiyū“ für Sprecher benutzt wurde, und von nun etablierte er sich.
Es gibt weitere Theorien, wie der Begriff „Seiyū“ entstand. Nach einer erfand ein Reporter der Yomiuri Shimbun diesen Begriff, nach einer anderen Tatsu Ōka, ein Produzent der Unterhaltungssendungen von NHK.
Zuerst waren Seiyū, wie jene der Radiohörspieltruppe Tōkyō und ähnlicher Firmen, nur auf Radiohörspiele spezialisiert, aber mit den Anbruch des Fernsehens erhielt der Begriff die weitere Bedeutung eines Sprechers, der Trickfilme synchronisiert. Als das Radio noch ein Massenmedium war, hatten die Sprecher bereits ihre Fans, z. B. bekamen die Hauptdarsteller von Liebesradiohörspielen der Radiohörspieltruppe Nagoya regelmäßig viele Fanbriefe.

### 1960er Jahre: Erster Seiyū-Boom
1961, in den frühen Tagen des Privatfernsehens, sorgte das Fünf-Firmen-Abkommen für ein Versiegen der Versorgung japanischer Fernsehsender mit japanischen Filmen. Als Ergebnis wurden in den 1960er Jahren viele ausländische Filme und Sendungen importiert und für die Fernsehausstrahlung synchronisiert.
Anfangs untertitelte NHK die meisten ausländischen Sendungen nur, aber schon bald wurden Synchronisationen Standard. Dies steigerte die Popularität der Seiyū. Im Mittelpunkt des ersten Booms standen Schauspieler wie Nachi Nozawa, die durch wiederholtes Synchronsprechen ausländischer Schauspieler bekannt wurden – in Nozawas Fall Alain Delon, Robert Redford und Clint Eastwood. Da aus dem Fünf-Firmen-Abkommen Probleme mit der Bezahlung von Filmschauspielern entstanden, wurde auf diese bei der Synchronisierung ausländischer Filme für das Fernsehen verzichtet. Fernsehschauspieler wurden ebenfalls durch ein ähnliches Abkommen gebunden. Dies veranlasste die Studios, sich Schauspielern aus der Radiozeit und der Zeit des Shingeki-Stils zuzuwenden. Während dieser Zeit wurde die Synchronisierung ausländischer Trickfilme Rakugo-Geschichtenerzählern, Asakusa-Komikern und dergleichen überlassen. Seiyū wurden Synchronisationstalente (mit Talent werden in Japan Stars bezeichnet, siehe auch Idol), wenn sie sich auf das Synchronisieren spezialisierten, während jene, die Figuren eine Stimme liehen, als Ateshi (アテ師) bezeichnet wurden. Während dieser Zeit wurde auch die Schauspielerkooperative Tōkyō (東京俳優生活協同組合 Tōkyō Haiyū Seikatsu Kyōdō Kumiai), kurz Haikyō, gegründet. Später verließen Seiyū-Manager die Haikyō und gründeten ihre eigenen Managementagenturen.
Die erste synchronisierte Sendung im japanischen Fernsehen war eine Folge der US-amerikanischen Zeichentrickserie Superman, die am 9. Oktober 1955 auf KRT (heute TBS) ausgestrahlt wurde; die erste Nicht-Trickserie Cowboy G-Men 1956 ebenfalls auf KRT. Beide wurden live synchronisiert. Die erste Sendung mit aufgezeichneter Synchronisation war Terebi Bōya no Bōken (テレビ坊やの冒険) am 8. April 1956.

### 1970er Jahre: Zweiter Seiyū-Boom
Während der späten 1970er Jahre erlaubte es der Boom in der Trickfilmwelt gut aussehenden männlichen Anime-Seiyūs, sehr berühmt zu werden. Akira Kamiya, Tōru Furuya und Toshio Furukawa waren die ersten, die eine Band formten Slapstick und live auftraten. Viele andere Seiyū veröffentlichten ihre eigenen Alben. 1979 wurden Radioprogramme, wie Animetopia, die Seiyū als DJs auftreten ließen, sehr beliebt, und zur selben Zeit wurden die ersten Anime-Magazine veröffentlicht. Der damalige Chefredakteur der Animage, Hideo Ogata, war der Erste, der Editoriale über die Verwandlung von Seiyū in Idole herausgab. Ihm folgend schufen andere Magazine „Seiyū-Ecken“, die in jeder Ausgabe mit Informationen und Gerüchten über Seiyū aufwarteten. Dies war einer der Hauptgründe, aus dem sich junge Fans danach sehnten, ein Seiyū zu werden. Bei auf Seiyū spezialisierten Schulen erhöhten sich die Studentenanzahlen und jene begannen sich auf bestimmte Felder zu konzentrieren. Zum ersten Mal waren Anime-Seiyū junge Menschen, die davon träumten, genau dieses zu werden, anstelle von Mitgliedern von Schauspieltruppen und Theatern, die dies nur als Hobby taten. Dieser Boom reichte bis ungefähr in die erste Hälfte der 1980er Jahre.

### 1980er Jahre: Eine Zwischenzeit
1989 formierten die Seiyū der fünf Hauptdarsteller der Zeichentrickserie Ronin Warriors, Nozomu Sasaki, Takeshi Kusao, Hiroshi Takemura, Tomohiro Nishimura und Daiki Nakamura, eine Gesangsgruppe namens NG5. Diese Gruppe wurde so bekannt, dass sie das Thema einer Sonderdokumentation auf MBS wurde. Die untypische Beliebtheit von NG5 übertrug sich aber nicht auf andere Seiyū-Gruppen.
In dieser Zeit begannen die Seiyū-Produktionsfirmen spezialisierte Kurse in Ausbildungsschulen vor Ort für Zeichentricksynchronisation anzubieten.

### 1990er Jahre: Dritter Seiyū-Boom
Die Booms der 1960er und 1970er Jahre konzentrierten sich hauptsächlich auf allgemeine öffentliche Medien wie das Fernsehen. Der neue Boom der 1990er Jahre konzentrierte sich mehr auf persönlichere Kommunikationswege wie Radiosendungen, OVAs, Fernsehquizze, öffentliche Events und das Internet. Weiterhin wurden die ersten auf Seiyū spezialisierten Magazine wie die Seiyū Grand Prix und Voice Animage herausgegeben. Seiyū bekamen dank des Radios scharenweise neue Fans und ihre CD-Verkäufe erhöhten sich drastisch. Es wurde angefangen, Konzerte in größeren Hallen zu halten. Während des zweiten Booms Seiyū, auch als DJs bekannt wurden, unterstützten die Plattenfirmen die Radiosendungen der Seiyū und große Summen an Geld begannen zu fließen. Megumi Hayashibara, Hekiru Shiina und Mariko Kōda waren die ersten Beispiele dieses neuen Trends. Ein anderer radikaler Wechsel zu den vorherigen Booms und weiterer Eckpfeiler der Verwandlung von Seiyū zu Idolen war, dass Plattenfirmen und Seiyū Schulen gründeten und neue Wege auszuloten begannen, um jungen Seiyū zu nationaler Bekanntheit zu verhelfen.
Als Seiyū in Fernsehspielen eingeführt wurden, wurde ihre Existenz im ganzen Land bekannt. Als Ergebnis hatte derselbe Seiyū weiter mit der Welt des Fernsehspiels zu tun, indem er in Radiosendungen zu diesen Spielen auftrat und an diesen teilnahm, um die Fanbasis anzuziehen.
In der zweiten Hälfte der 1990er Jahre führte der Boom in der Zeichentrickwelt zu einem plötzlichen Anstieg von Animes, die im Raum Tokio gezeigt wurden. Durch das Internet konnten die Fans sehr leicht Informationen über ihren Lieblingsseiyū sammeln und Seiyū begannen in Internetradiosendungen aufzutreten.

## Möglichkeiten, ein Seiyū zu werden
Wenn man sich die Karrieren der bekanntesten Seiyū ansieht, fällt auf, dass die große Mehrheit auf einem von sechs Wegen erfolgreich wurde.

### Mitglied einer Rundfunk-Schauspieltruppe
Ausgebildet von Rundfunk-Schauspieltruppen spezialisierten sie sich auf Sprechrollen, die mehr stimmliche Fähigkeiten verlangten als die von Ansagern, besonders Rollen in Radiohörspielen.
Ehemalige Mitglieder der Rundfunk-Schauspieltruppe Tōkyō waren u. a. Ryō Kurusawa, Kazue Takahashi, Masato Yamanouchi, Hisashi Katsuta, Akira Nagoya und Kiyoshi Kawakubo.
Seiyū, die von privatfinanzierten Schauspieltruppen kamen, waren beispielsweise Tōru Ōhira und Tadashi Nakamura von der Rajio Tōkyō Hōsō Gekidan (ラジオ東京放送劇団, dt. Rundfunk-Schauspieltruppe Radio Tōkyō), Junpei Takiguchi, Nobuo Tanaka und Mariko Mukai.
Lokale Rundfunksender halfen ebenfalls vielen Seiyū in den frühen Tagen ihrer Karriere, als sich das Fernsehen mit seinen ausländischen Sendungen auf den Raum Tōkyō beschränkte. Beispiele dafür sind der bereits genannte Genzō Wakayama von NHKs Sapporo Hōsō Gekidan (札幌放送劇団, dt. Rundfunk-Schauspieltruppe Sapporo), Kenji Utsumi von NHKs Kyūshū Hōsō Gekidan (九州放送劇団, dt. Rundfunk-Schauspieltruppe Kyūshū) und Jōji Yanami von RKBs Mainichi Hōsō Gekidan (毎日放送劇団, dt. Rundfunk-Schauspieltruppe Mainichi).

### Kinderschauspieler
Einige Seiyū waren talentierte Mittelschüler, die sich Kinder- und Jugendtheatern (Gekidan Himawari, Gekidan Komadori) anschlossen, an ihren schauspielerischen Fähigkeiten schliffen und eine Karriere als Vollzeit-Seiyū einschlugen, nachdem sie die Oberschule abgeschlossen hatten.
Die Ersten, die diesem Weg folgten, waren u. a. Ryūsei Nakao, Tōru Furuya, Shūichi Ikeda, Yoku Shioya, Hiromi Tsuru, Mīna Tominaga und Katsumi Toriumi.
Modernere Beispiele sind Daisuke Namikawa, Maaya Sakamoto, Mayumi Iizuka, Akeno Watanabe, Saeko Chiba, Yūka Nanri sowie Kaori Nazuka.
Es gab auch Fälle, in denen junge Menschen, die noch in die Mittelschule gingen, Seiyū-Rollen übernahmen, z. B. Ryūsei Nakao, Tōru Furuya, Miyu Irino, Eri Sendai, Ayaka Saitō, Aya Hirano, Subaru Kimura und Miyū Tsuzurahara.

### Theaterschauspieler
Manchmal wurden Theaterschauspieler, die noch in die Oberschule, Fachschule oder Universität gingen bzw. dies abgeschlossen hatten, von Scouts der Anime-Industrie entdeckt. Dies geschah bei Schauspielern der Shingeki-Theaterfirmen (Bungaku Company, Seinen Company, Troupe Pleiades, Theatrical Group EN und Theatre Echo). Schauspieler kleinerer Theater wurden gelegentlich von Mitgliedern der Tonproduktion des Theaters oder Managern von Seiyū-geführten Managementagenturen entdeckt. Es ist auch üblich, dass Schauspieler von Seiyū-geführten Theatergruppen, wie Nachi Nozawas Gekidan Bara-za (劇団薔薇座) oder Kaneta Kimotsukis Gekidan 21-seiki Fox (劇団21世紀FOX), selbst Seiyū wurden.
Romi Paku wurde von dem Trickfilmregisseur Yoshiyuki Tomino entdeckt, Fumiko Orikasa schloss das Super Eccentric Theatre ab und Sanae Kobayashi, Gō Aoba, Tetsu Shiratori, Akino Murata sowie Rieko Takahashi wurden von Kazuya Tatekabe in lokalen Theatern entdeckt.
Bemerkenswert ist Hitomi Nabatames Karriere. Kurz nachdem sie die Seiyū-Ausbildungsschule abgeschlossen und gleichzeitig als Theaterschauspielerin aufgetreten sowie in den Dorikan Club, eine Seiyū-Gruppe in der Bildung, die Teil der aniradio-Sendung SOMETHING DREAMS Multimedia Countdown (SOMETHING DREAMS マルチメディアカウントダウン SOMETHING DREAMS Maruchimedia Kauntodaun, kurz ドリカン Dorikan) des Radiosenders Nippon Cultural Broadcasting war, eingetreten war, zeigte sie so viel Potential, dass sie eine Rolle für Maburaho erhielt.

### Schüler einer Seiyū-Ausbildungsschule
Viele Seiyū hatten ihr Debüt, kurz nachdem sie jahrelang ihr Handwerk durch Beobachtung auf einer Seiyū-Ausbildungsschule gelernt, die Oberschule, Fachschule oder Universität abgeschlossen oder während sie gerade Ferien hatten. Dies ist der Weg, den die meisten jungen Menschen einschlagen, die Anime sehen und selber ein Seiyū werden wollen. Am Anfang ist es vermutlich der leichteste Weg, aber die Chancen auf einen Durchbruch sind sehr gering. Beispielsweise hat jede Schule, die zur Yoyogi Animation Academy gehört, einen Seiyū-Talentfachbereich mit hunderten von neuen Studenten jedes Jahr, von dem es aber nur eine sehr kleine Minderheit schafft, Seiyū zu werden. Viele, die dies nicht schaffen, besuchen einfach eine andere Seiyū-Ausbildungsschule und versuchen es erneut.
Ältere Beispiele dafür sind Megumi Hayashibara, Kōichi Yamadera, Kikuko Inoue, Kotono Mitsuishi, Toshiyuki Morikawa und neuere Ai Shimizu, Rie Tanaka, Yukari Tamura, Mai Nakahara sowie Kenichi Suzumura.
Einige junge Talente wurden ein Seiyū, nachdem sie von Magazinen oder Produktionsfirmen ausgeschriebene, landesweite Wettbewerbe gewonnen hatten. Dennoch mussten sie Seiyū-Ausbildungsschulen besuchen, um das Handwerk zu erlernen. Beispiele für derartige Gewinner sind Asami Sanada, Masumi Asano, Yui Horie, Miyuki Sawashiro und Sakura Nogawa.

### Sonstiges Mitglied der Unterhaltungsindustrie
Junko Iwao und Noriko Hidaka sind Beispiele für Idole, die Seiyū-Rollen annahmen (Letztere hatte bereits Erfahrung als Kinderschauspielerin). Ehemalige Gravure Idols (Bikini-Modelle), die den Durchbruch zum Seiyū schafften, waren u. a. Marina Ōno, Ryōka Yuzuki und Chiemi Chiba. Yumi Kakazu und Yuki Matsuoka waren vorher Reporter. Owarai (Fernsehkomiker), die sich aus dem Geschäft zurückzogen, hatten manchmal ihr Comeback als Seiyū wie Yūko Saitō. Yūichi Nagashima war sehr bekannt als Schauspieler der Hauptfigur Chō der Serie Exploring My Town (たんけんぼくのまち Tanken Boku no Machi) des Bildungskanals der NHK.

## Tätigkeiten

### Synchronsprechen
Eine Rolle sprechen und aufnehmen ist Hauptaufgabe eines Seiyū.

#### Anime
Die Rolle eines Seiyū bei einem Anime besteht darin, die Aufnahme der Stimme mit den Bildern auf dem Bildschirm zu synchronisieren. In Japan wird üblicherweise erst mit dem Aufnehmen angefangen, nachdem alle Folgen fertiggestellt wurden, obwohl es bei engen Produktionszeitplänen vorkommen kann, dass dem nicht so ist.
Um die Produktionskosten in Grenzen zu halten, wird oft auf weniger bekannte und junge Seiyū zurückgegriffen. Für OVAs und fanorientierte Produktionen und Produkte sind berühmte Seiyū häufig das Verkaufsargument.

#### Synchronisierung ins Japanische
Für ausländische Serien, Filme, Nachrichten und Dokumentation wird bei der Lokalisierung eine genauer getimete Synchronisierung zu dem benötigt, was zu sehen ist. Um die Voice-over zu sprechen, wird die Lautstärke der Original-Sprachspur so weit herabgesenkt, dass nur noch ein schwaches Geräusch zu hören ist. Voice-overs werden hauptsächlich für Nachrichten und Serien getätigt. Mit Hilfe von Vorsprechen wird entschieden, wer die jeweiligen Rollen übernimmt, wobei die Bekanntheitsrankings bei der Vergabe eine große Rolle spielen.

#### Videospiele
Im Gegensatz zu Anime- oder Synchronsprechrollen werden in Videospielen die Sprachspuren oft getrennt voneinander aufgenommen, da die individuellen Sprachspuren abhängig vom Fortschritt des Spielers abgespielt werden. Üblicherweise benutzt ein Seiyū ein Skript, liest einige Zeilen daraus vor und passt das Timing der Aufnahme an. Dadurch kommt es sehr häufig vor, dass sich die Seiyū einer Produktion nie in persona sehen. Bekanntheitsrankings mögen eine Rolle beim Vorsprechen spielen, aber es ist möglich, dass über Gagen verhandelt wird, wenn der Kunde eine bestimmte Besetzung verlangt.

### Radio- und CD-Hörspiele
Bei einem Radio- oder CD-Hörspiel ist mehr Freiheit gegeben, da es nicht notwendig ist, das Timing einem Originalschauspieler oder einer animierten Figur anzupassen. Deswegen ist hier die Interpretation einer Szene durch den Seiyū bzw. dessen schauspielerische Fähigkeiten wichtig. Wenn das Hörspiel auf einem Anime beruht, werden die Sprecher des Anime herangezogen. Originalhörspiele oder jene, die auf literarischen Werken beruhen, stellen selten typische oder jüngere Seiyū ein. Ebenso werden selten Vorsprechen gehalten und die Besetzung wird direkt vom Produktionsstab ausgewählt.

### Puppentheater undKigurumi-Shows
Bei Puppentheatern muss der Seiyū seine Stimme den Puppenbewegungen anpassen. Während das Timing auch in Kigurumi-Shows (Menschen in Tierkostümen, wie z. B. die Maskottchen in Vergnügungsparks) wichtig ist, werden die Zeilen des Seiyū vorher aufgenommen und der Kigurumi-Darbieter muss sich nur noch entsprechend diesen bewegen und handeln.

### Erzähler
Seiyū werden auch häufig als Erzähler in Radio- und Fernsehwerbungen, -sendungen, Pressevideos usw. eingestellt, bei denen ein Sprecher Text von einem Skript ablesen muss. Obwohl solche Rollen eigentlich in die Expertise eines Seiyū fallen, ist es nicht ungewöhnlich, dass bekannte, reguläre Schauspieler, junge Talente oder Ansager genommen werden. Die Gage hängt direkt von der Bekanntheit ab. Veteranen werden üblicherweise für solche Rollen, die hohe schauspielerische Fähigkeiten verlangen, vorgezogen. Kandidaten müssen kurze Demoaufnahmen einsenden, die eine große Rolle bei der Auswahl spielen.

### Theaterschauspielerei
Auf Grund des geringen Unterschiedes ist es nicht ungewöhnlich für Shingeki-Schauspieler und solche, die in kleinen Theatern auftreten, spezielle Sprechkurse oder Schulen zu besuchen, um ein Seiyū zu werden. Jene, die erfolgreiche Seiyū wurden, können sich ihre Bühnenrollen auswählen, wobei die Seiyū-Agenturen außen vor sind, es sei denn, das Theatermanagement fordert dies.

### Gesang
Es ist üblich für Seiyū geworden, die Vor- oder Abspannmusik der Sendungen zu singen, in denen ihre Sprechrolle die Hauptfigur ist, an Ablegern teilzunehmen wie Audiohörspielen (mit eben jener Figur in neuen Nebenhandlungen) und Image songs (Lieder, die nicht in der eigentlichen Sendung vorkommen, gesungen von dieser Figur, um sie weiterzuentwickeln) und CDs unter dem Namen der Figur, an Stelle des eigenen, zu veröffentlichen. Manchmal unterscheidet sich der Gesangsstil der Anime-Figur sehr von dem des Seiyū, und Stücke mit diesem Gesangsstil finden sich oft auf CDs, die vom Seiyū unter seinem Namen veröffentlicht werden. All dies machte Gesang zu einer zentralen Tätigkeit für viele Seiyū von Anime-Figuren.
Die Einschränkungen, die einem singenden Seiyū von ihren Plattenfirmen auferlegt werden, sind weniger streng als bei regulären Sängern. Dies erlaubt es, Seiyū-CDs ihrer Rollen bei verschiedenen Firmen zu veröffentlichen.

### Radiopersönlichkeit
Radiogespräche – so genannte aniradio – fördern weiter die Bekanntheit eines Seiyū. Ursprünglich wurde der übergroße Teil von lokalen Sendern ausgestrahlt. Aber nach dem Kommunikationsboom der 1990er Jahre begannen auch die größeren Radiosender sie einzustellen. Während solche Sendungen nur so lange wie die Beliebtheit des entsprechenden Anime oder Spiels dauern (üblicherweise höchstens ein Jahr), wurden einige mehr als 10 Jahre lang ausgestrahlt. Dies hing von der Beliebtheit unter ihren Fans ab, die in den Radiogesprächen eine Möglichkeit sahen, den Seiyū als Menschen, an Stelle der Stimme der Figur, die sie spielen, kennenzulernen.
Neuerdings werden wegen der geringeren Kosten und steigenden Anzahl an Zuhörern mehr und mehr dieser Radiogespräche im Internet gehostet.

### Andere Arbeiten
Abgesehen von Darbietungen, die mit der von ihnen gesprochenen Figur zusammenhängen, werden Seiyū auch für firmeninterne Trainingsvideos, Supermarkt-, Bus- und Zugbahnhofsansagen sowie als Ansager beim professionellen Wrestling und anderen Kampfsportarten eingestellt. Dies sind normalerweise Aufgaben von professionellen Ansagern, und die Einstellung eines Seiyū oder dessen Name wird nicht immer mitgeteilt.

## Agenturen und Management
Die Beziehungen zwischen Seiyū einerseits und Musik-, Film- und Animefirmen andererseits werden in Japan von den Seiyū-Managementagenturen reguliert. Jede ist dabei auf etwas anderes spezialisiert. Für eine Gebühr übernehmen sie alle Geschäftsangelegenheiten und Werbung vom Seiyū. Diese Agenturen können auch als Brücke zwischen den Unterhaltungsfirmen und privaten Agenturen, bei denen die Seiyū angestellt sind, dienen. Manchmal überlassen die Produzenten es den Agenturen, Seiyū für kleinere Rollen zu rekrutieren oder deren Zeitplan zu verwalten. Die Jobangebote, die ein Seiyū bekommt, hängen für gewöhnlich von der gewählten Agentur ab, selbst bei sehr bekannten Anime-Seiyū. Zum Beispiel ist es unwahrscheinlich, dass sie Synchronsprechrollen bekommen, wenn ihre Agentur nicht auf diesem Gebiet spezialisiert ist.
Einige Agenturen und ihre Spezialisierungen:
- Anime: Arts Vision, I’m Enterprise
- Synchronisierung und Voice-over: Mausu Promotion, Theaterfirmen (Bungaku Company, Seinen Company, Theatrical Group EN, Troupe Pleiades usw.)
- Erzählungen: Aoni Production, Sigma Seven
- NHK-Sendungen: 81 Produce
- Werbungen: Studio Ōsawa
- Bahnhofansagen: Haikyō

Seiyū für Kinderrollen werden oft aus anerkannten Jugendtheatern, wie Gekidan Himawari, genommen.